# Дьякова, Ольга (футболистка)
Ольга Дьякова (9 января 1993) — российская футболистка, полузащитница.

## Биография
Воспитанница клуба «Звезда-2005» (Пермь). С 2007 года играла за молодёжную команду «Звезды» сначала в первенстве Пермского края, а с 2008 года — в первом дивизионе России. Выступала за юниорскую сборную Пермского края, была призёром региональных соревнований.
Вызывалась в состав сборной России до 15 и до 17 лет. В составе сборной 17-летних сыграла два матча в отборочном турнире первенства Европы.
В 2011 году дебютировала в основном составе «Звезды-2005» в матче высшей лиги против «Мордовочки», провела на поле все 90 минут. Это был её единственный выход в стартовом составе, впоследствии ещё трижды выходила на замены в концовке матчей. Во время зимнего перерыва в сезоне 2011/12 покинула команду.
В 2012—2015 годах играла в первом дивизионе за красноярский «Енисей». О выступлениях в следующие несколько лет сведений нет[уточнить].
В 2021 году присоединилась к дебютанту высшей лиги России «Ростову». В 2022 году перешла в Рязань-ВДВ.